# 圈存交易
圈存交易（簡稱圈存）又稱預收款券，是一種商業交易模式，其特點在於確保交易者有能力清償债务，其普遍應用於借记卡及股票交易。
- 簽帳金融卡：當持卡人刷卡消費後，所連結的銀行帳戶會就該筆款項進行圈存，也就是持卡人帳戶雖仍有餘額，但該筆額度是無法動用的，以確保將來能夠扣款成功。因此，帳面上的餘額並不等於「可用餘額」，必須扣除圈存的額度後才是真正可以動用的金額。

- 股票圈存：在一些特殊類型的股票交易中會採用圈存機制，即投資人於下單前，其交割帳戶內必須擁有足夠的金額來進行交易，否則即無法下單，以確保投資人不會因購買力不足而違約交割。